# Sérgia Ribeiro da Silva
Sérgia Ribeiro da Silva, más conocida como Dadá (Belém de São Francisco, 25 de abril de 1915 — Salvador, febrero de 1994), fue una cangaceira brasileña, la única mujer en tomar las armas en el bando de Virgulino Ferreira da Silva, más conocido como «Lampião».

## Biografía
Nació en Belém de São Francisco, donde vivió sus primeros años de vida; teniendo contactos con originarios. Luego su familia se mudó a Bahía donde, a los trece años, fue raptada por Cristino Gomes da Silva Cleto, más conocido como Corisco o «Diabo Loiro» (Diablo Rubio) de quien sería prima hermana.
Era mestiza de blanco y originario (cabocla), muy bonita, esbelta, conociendo al hombre de su vida de forma violenta, en medio de una caatinga árida, por donde vivía errante la banda de cangaceiros. 
Esa relación de pareja, que comenzara de modo violento, se transformó con el tiempo. Con una vida nómade, siguiendo a su compañero, que era el segundo en la jerarquía de la banda,  y con la llegada de los hijos, resultó en ser más que una amante; ya que Dadá se transormó en la compañera de Corisco, con quien, aún en medio de la lucha llegaron a casarse. Tuvieron siete hijos, que eran ocultados dejándolos en casas de parientes, para ser cuidados. De ellos, apenas tres sobrevivieron.
La banda de Lampíão se dividía como forma de defensa en bandos menores. El más importante, justamente la liderada por Corisco. Su esposa tenía un arma, normalmente una pistola, que uaba para su defensa personal, y también le enseñó a leer, escribir y a contar.
En uno de los ataques hechos por las volantas (en octubre de 1939, en la «Hacienda Lagoa da Serra» en Sergipe), el Diabo Loiro fue malherido en ambas manos, perdiendo absolutamente la capacidad de tirar. Entonces Dadá, se convirtió en la primera y única mujer en tomar parte activa - no meramente defensiva - en las luchas de los cangaceiros.
Su marido era temido, pues era de los más violentos bandoleros, y consta que mucha gente salvó la vida gracias a la intervención de su compañera. Dadá también era llamada «Sussuarana del Cangaço».

### Trágico final
Habiendo sido Lampião ejecutado, en 1938, Corisco, que estaba en Alagoas con parte de la banda, emprendió una feroz venganza. Como sus compañeros eran decapitados, y sus cabezas desmembradas expuestas en el Museo Nina Rodrigues de criminología, en la capital baiana, Corisco también se las cortaba a muchas víctimas.
La organización de Cangaceiros languidecía, sobre todo por la enorme disparidad del armamento: las volantas tenían un arma que los cangaceiros nunca consiguieron obtener: la ametralladora.  Además, la propia Justicia comenzó a ofrecer ventajas para los bandoleros que se rindiesen.
El 25 de mayo de 1940, Corisco y su banda fue cercada en Brotas de Macaúbas, por una volanta al mando del teniente Zé Rufino. Disimulados, la banda abandonó sus vestimentas típicas, procurando pasar por simples vecinos. Pero, en un enfrentamiento, una ráfaga de ametralladora hirió mortalmente a Corisco. Y Dadá fue herida en la pierna derecha. Así, el último líder de los Cangaceiros murió diez horas después del ataque, siendo enterrado en Jeremoabo pero, luego de diez días, se lo exhumó, y la cabeza decapitada fue enviada al Museo, junto con las demás de la banda.
Dadá, colocada en condiciones sépticas, tuvo una infección, y luego se agravó por una gangrena, que le significó, en la prisión, la amputación casi total de la pierna malherida. Por esa situación, el célebre rábula baiano Cosme de Farias, hizo de su representante de Dadá en la Justicia, pleiteando su liberación, en 1942.

## Lucha por los derechos
Dadá pasó a vivir en la ciudad de Salvador, luchando para lograr que la legislación asegurara y respetara a los muertos - con la tétrica exposición del Museu Antropológico Estácio de Lima, localizado en el predio del Instituto Médico Legal Nina Rodrigues, dando fin adicho espectáculo nécrofilo. Solo el 6 de febrero de 1969, en el gobierno de Luiz Viana Filho, se pudo hacer que los restos mortales de los cangaceiros pudieran ser inhumados definitivamente - habiendo, por lo tanto, hecho el museo, moldes para exponer, en substitución.
Por su lucha y representatividad femenina, Dadá fue, en la década de 1980, homenajeada por el Ayuntamiento de Salvador. En Bahía, el cangaço era representado en las artes por Glauber Rocha, entre otros, y Dadá era la última prueba viviente de testimonio de sus luchas, dificultades y, también, de alegrías y diverasiones. De sus muchas entrevistas, se mostraba su inteligencia y desenvoltura.
Falleció en Salvador de Bahía en 1994.

## Honores

### En lafilmografía
- Corisco & Dadá, filme de Rosemberg Cariry
- A Mulher no Cangaço (1976), cortometraje de Hermano Penna